# Meioneta gracilipes
Meioneta gracilipes är en spindelart som beskrevs av Holm 1968. Meioneta gracilipes ingår i släktet Meioneta och familjen täckvävarspindlar. Inga underarter finns listade i Catalogue of Life.